# アルフレッド・チャールズ・ホッブズ
アルフレッド・チャールズ・ホッブズ（Alfred Charles Hobbs、1812年10月7日 - 1891年11月6日）は、アメリカ合衆国の錠前職人、発明家。1851年のロンドン万国博覧会において、当時のイギリスで広く用いられていたチャブ錠などの錠前を破ってみせたことで、広く知られた。

## 経歴
マサチューセッツ州ボストンで、1812年に生まれたが、父親は大工だった。1835年に、マサチューセッツ州サンドウィッチ出身のシャーロット・F・ナイ（Charlotte F. Nye、1815年 - ?）と結婚し、4人の子どもたち、シャーロット・ホッブズ (Charlotte Hobbs)、アルフレッド・J・ホッブズ（Alfred J. Hobbs、1843年 - ?）、メアリ・H・ホッブズ (Mary H. Hobbs)、アーサー・ホッブズ (Arthur Hobbs) をもうけた。ホッブズの両親は、いずれもイングランド生まれだった。
ホッブズは、1851年のロンドン万国博覧会に出展したニューヨークの会社デイ&ニューウェル (Day & Newell) を代表してロンドンへ赴いた。このときホッブズは、当時のイギリスにあった錠前に対抗でき、それらに勝る性能をもつものとして上司のロバート・ニューウェル (Robert Newell) が製作した、パロートプティック錠 (Parautoptic lock) を持参していた。ホッブズは万博で、ブラマー錠やチャブ・ディテクター錠を、ピッキングで破ることに初めて成功し、錠前製造業者たちに設計の改良を強いることになった。

錠前をめぐる論争は続き、水晶宮では大きな関心を集めていたが、今や実に広く重要なものになってきた。博覧会が開催される以前、我々は世界で最も優れた錠前をもっていると信じていたし、とりわけブラマー錠やチャブ錠は、まさしく我々が地中海への鍵を握るジブラルタルのように、堅固なものだと考えられ、こうした優れた職人たちが生み出した錠前を破り、錠前の舌 (bolts) をいじることは誰にもできなかった。しかし、機械技術の精神は、決してとどまるところを知らず、もし、ある産業分野で誤った停滞感が広がろうとしていれば、また世界のどこか別のところで、我々を驚かせ、怠慢を非難するようなことが突然起こる。海の向こうの我々の子孫たちは、常々母国に親孝行な恩返しの教訓をもたらしてくれるが、またしても、最近、彼らが、博覧会においてこうした錠前の欠点を冷笑してみせるという強烈な形で「我々を磨き上げ (rubbing us up)」てくれたことを、我々は賞賛することになろう。

1854年、ホッブズは、論文「On the Principles and Construction of Locks」（「錠前の原理と構成について」といった意）に対して、イギリス土木学会からテルフォード・メダルを贈られた。

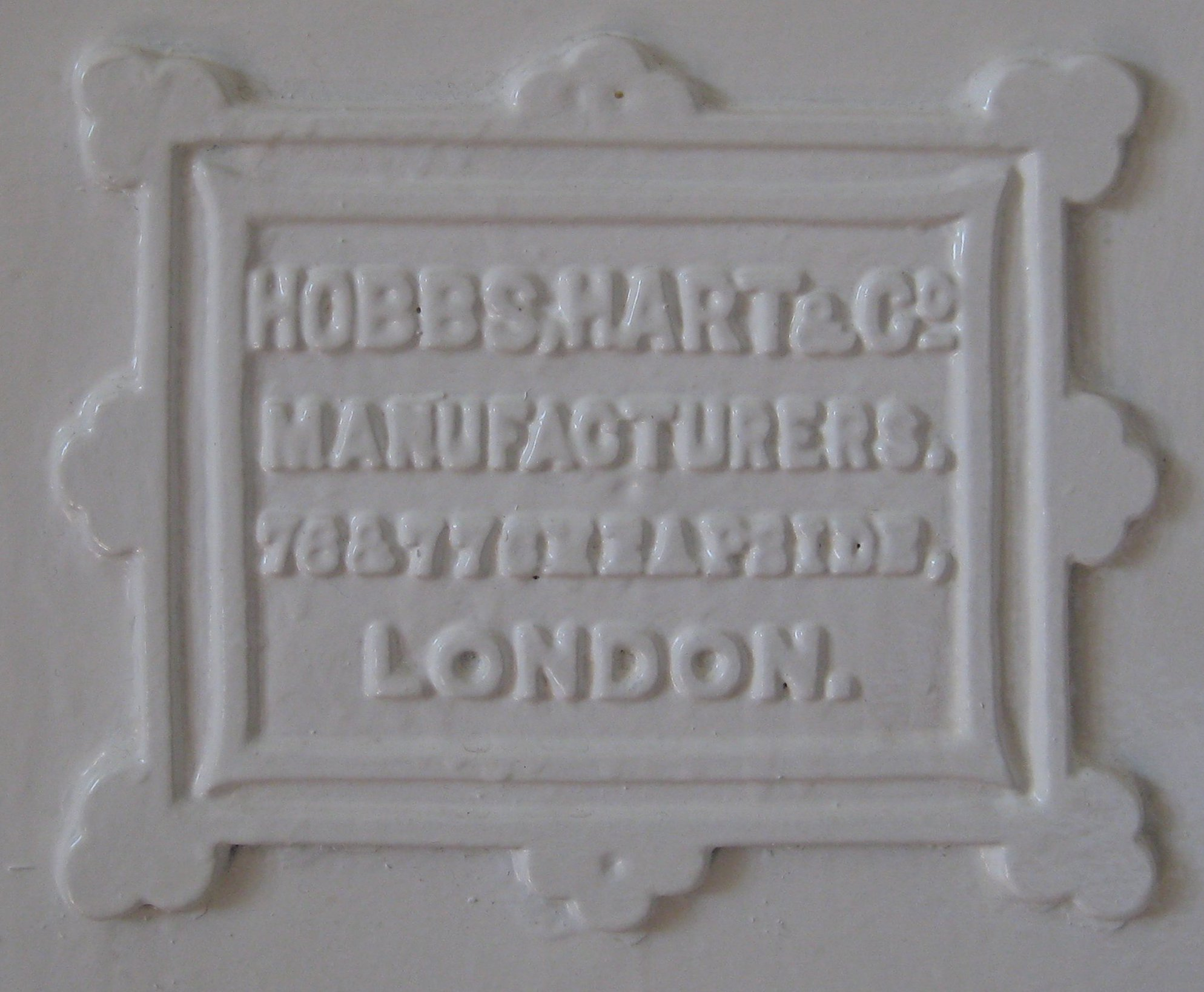
金庫室の扉に刻印された表示。
HOBBS,HART&Co,
MANUFACTURERS.
76&77CHEAPSIDE,
LONDON

ホッブズは、錠前を製造する会社であった Hobbs Hart & Co. Ltd の共同創業者のひとりとなった。この会社は1851年に創業し、1852年には正式名称が Hobbs and Co. となった。しかし、1855年には Hobbs, Ashley and Company となった。その後、社名は Hobbs, Ashley and Fortescue となって、ロンドンのチープサイド (Cheapside) 97番地に所在していた。さらにその後、所在地はチープサイド76番地となり、以降90年間そこにあった。
ホッブズは、1860年にアメリカ合衆国に帰国し、コネチカット州ブリッジポートに住んで、さらに十数件に及ぶ弾薬に関する特許を取得した。1880年の時点では、「Superintendent Of Cartridge Factory」（「実包工場の監督」の意）と自称していた。

## 著書
- Locks and Safes: The Construction of Locks. Published by Virtue & Co., London, 1853 (revised 1868)

## 特許
- アメリカ合衆国特許第 137,773号 Improvements in Machines for Winding Wads April 15, 1873
- アメリカ合衆国特許第 135,913号 Improvements in Cartridge Loading Machines February 18, 1873